# Трьохбалтаєвське сільське поселення
Трьохбалта́євське сільське поселення (рос. Трёхбалтаевский сельское поселение) — муніципальне утворення у складі Шемуршинського району Чувашії, Росія. Адміністративний центр — село Трьохбалтаєво.
Станом на 2002 рік існували Байдеряковська сільська рада (присілок Байдеряково) та Трьохбалтаєвська сільська рада (село Трьохбалтаєво).

## Населення
Населення — 1528 осіб (2019, 1887 у 2010, 2191 у 2002).

## Склад
До складу поселення входять такі населені пункти:
| Населений пункт       | Населення, осіб (2002) | Населення, осіб (2010) |
| --------------------- | ---------------------- | ---------------------- |
| Байдеряково, присілок | 599                    | 511                    |
| Трьохбалтаєво, село   | 1592                   | 1376                   |